# Copa Heineken 2007-08
La temporada 2007-2008 de la Copa Heineken fue la 13.ª edición de la máxima competición continental del rugby europeo. El inicio del torneo se retrasó debido a la Copa Mundial de Rugby de 2007. En esta edición de nuevo fueron 24 los equipos participantes, divididos en 6 grupos de 4, para afrontar la primera fase de la competición, la fase de grupos. Tras las 6 jornadas correspondientes a esta primera fase, los primeros de cada grupo y los 2 mejores segundos se clasificaron para disputar los cuartos de final, a partidos único, las semifinales y la final.
En esta 13.ª edición del torneo participaron 6 equipos franceses, 7 ingleses, 4 galeses, 3 irlandeses, 2 italianos y 2 escoceses.

## Fase de liguillas
| \| GRUPO 1 \| |                  |        |      |      |      |      |               |               |      |      |
| | Equipo           | Puntos | Jug. | Vic. | Emp. | Der. | Bonus Ensayos | Bonus Derrota | Ens+ | +/-  |
| 1 | London Irish     | 23     | 6    | 5    | 0    | 1    | 4             | 0             | 25   | +82  |
| 2 | Perpignan        | 18     | 6    | 5    | 0    | 1    | 2             | 0             | 20   | +92  |
| 3 | Newport Dragons  | 16     | 6    | 1    | 0    | 5    | 2             | 2             | 16   | -74  |
| 4 | Benetton Treviso | 0      | 6    | 1    | 0    | 5    | 0             | 1             | 8    | -100 |
| Ens+ son ensayos a favor. +/- es la diferencia de puntos anotados a favor y en contra. Victoria = 4 puntos. Empate = 2 puntos. Los puntos de bonus se dan por anotar 4 ensayos o más, y por perder por 7 puntos o menos. |                  |        |      |      |      |      |               |               |      |      |
| GRUPO 1 |                  |        |      |      |      |      |               |               |      |      |

| \| GRUPO 2 \| |                  |        |      |      |      |      |               |               |      |     |
| | Equipo           | Puntos | Jug. | Vic. | Emp. | Der. | Bonus Ensayos | Bonus Derrota | Ens+ | +/- |
| 1 | Gloucester Rugby | 24     | 6    | 5    | 0    | 1    | 4             | 0             | 24   | +65 |
| 2 | Ospreys Rugby    | 21     | 6    | 5    | 0    | 1    | 1             | 0             | 16   | +62 |
| 3 | CS Bourgoin      | 8      | 6    | 1    | 0    | 5    | 1             | 3             | 12   | -56 |
| 4 | Ulster Rugby     | 5      | 6    | 1    | 0    | 5    | 0             | 1             | 13   | -71 |
| Ens+ son ensayos a favor. +/- es la diferencia de puntos anotados a favor y en contra. Victoria = 4 puntos. Empate = 2 puntos. Los puntos de bonus se dan por anotar 4 ensayos o más, y por perder por 7 puntos o menos. |                  |        |      |      |      |      |               |               |      |     |
| GRUPO 2 |                  |        |      |      |      |      |               |               |      |     |

| \| GRUPO 3 \| |                |        |      |      |      |      |               |               |      |     |
| | Equipo         | Puntos | Jug. | Vic. | Emp. | Der. | Bonus Ensayos | Bonus Derrota | Ens+ | +/- |
| 1 | Cardiff Blues  | 20     | 6    | 4    | 1    | 1    | 1             | 1             | 12   | +48 |
| 2 | Stade Français | 18     | 6    | 4    | 0    | 2    | 2             | 0             | 12   | +28 |
| 3 | Bristol Rugby  | 12     | 6    | 3    | 0    | 3    | 0             | 0             | 10   | +3  |
| 4 | Harlequins     | 2      | 6    | 0    | 1    | 5    | 0             | 0             | 7    | -79 |
| Ens+ son ensayos a favor. +/- es la diferencia de puntos anotados a favor y en contra. Victoria = 4 puntos. Empate = 2 puntos. Los puntos de bonus se dan por anotar 4 ensayos o más, y por perder por 7 puntos o menos. |                |        |      |      |      |      |               |               |      |     |
| GRUPO 3 |                |        |      |      |      |      |               |               |      |     |

| \| GRUPO 4 \| |                    |        |      |      |      |      |               |               |      |      |
| | Equipo             | Puntos | Jug. | Vic. | Emp. | Der. | Bonus Ensayos | Bonus Derrota | Ens+ | +/-  |
| 1 | Saracens           | 24     | 6    | 5    | 0    | 1    | 3             | 1             | 27   | +106 |
| 2 | Biarritz Olympique | 18     | 6    | 4    | 0    | 2    | 1             | 1             | 9    | -7   |
| 3 | Glasgow Warriors   | 16     | 6    | 3    | 0    | 3    | 1             | 3             | 12   | +3   |
| 4 | Rugby Viadana      | 3      | 6    | 0    | 0    | 6    | 2             | 1             | 13   | -102 |
| Ens+ son ensayos a favor. +/- es la diferencia de puntos anotados a favor y en contra. Victoria = 4 puntos. Empate = 2 puntos. Los puntos de bonus se dan por anotar 4 ensayos o más, y por perder por 7 puntos o menos. |                    |        |      |      |      |      |               |               |      |      |
| GRUPO 4 |                    |        |      |      |      |      |               |               |      |      |

| \| GRUPO 5 \| |                   |        |      |      |      |      |               |               |      |      |
| | Equipo            | Puntos | Jug. | Vic. | Emp. | Der. | Bonus Ensayos | Bonus Derrota | Ens+ | +/-  |
| 1 | Munster Rugby     | 19     | 6    | 4    | 0    | 2    | 1             | 2             | 13   | +53  |
| 2 | Clermont          | 19     | 6    | 4    | 0    | 2    | 2             | 1             | 22   | +61  |
| 3 | London Wasps      | 18     | 6    | 4    | 0    | 2    | 2             | 0             | 19   | +25  |
| 4 | Llanelli Scarlets | 0      | 6    | 0    | 0    | 6    | 0             | 0             | 8    | -139 |
| Ens+ son ensayos a favor. +/- es la diferencia de puntos anotados a favor y en contra. Victoria = 4 puntos. Empate = 2 puntos. Los puntos de bonus se dan por anotar 4 ensayos o más, y por perder por 7 puntos o menos. |                   |        |      |      |      |      |               |               |      |      |
| GRUPO 5 |                   |        |      |      |      |      |               |               |      |      |

| \| GRUPO 6 \| |                  |        |      |      |      |      |               |               |      |     |
| | Equipo           | Puntos | Jug. | Vic. | Emp. | Der. | Bonus Ensayos | Bonus Derrota | Ens+ | +/- |
| 1 | Stade Toulousain | 20     | 6    | 4    | 0    | 2    | 2             | 2             | 13   | +54 |
| 2 | Leicester Tigers | 14     | 6    | 3    | 0    | 3    | 1             | 1             | 10   | +31 |
| 3 | Leinster Rugby   | 12     | 6    | 3    | 0    | 3    | 0             | 0             | 7    | -28 |
| 4 | Edinburgh Rugby  | 9      | 6    | 2    | 0    | 4    | 0             | 1             | 8    | -57 |
| Ens+ son ensayos a favor. +/- es la diferencia de puntos anotados a favor y en contra. Victoria = 4 puntos. Empate = 2 puntos. Los puntos de bonus se dan por anotar 4 ensayos o más, y por perder por 7 puntos o menos. |                  |        |      |      |      |      |               |               |      |     |
| GRUPO 6 |                  |        |      |      |      |      |               |               |      |     |

## Playoffs
Los 6 equipos que acabaron primeros de grupo se clasificaron para cuartos de final, además de los 2 equipos que acabaron en segunda posición con más puntos. Los equipos que jugaron como locales fueron los que más puntos consiguieron, o en caso de empate se aplicó el criterio de ensayos a favor o diferencia entre puntos anotados y encajados. En las semifinales se aplicó el mismo criterio para decidir qué equipo jugaba como local. La final se disputó el 24 de mayo del año 2008 en el Millennium Stadium de Cardiff ante 74.417 espectadores. Munster Rugby se coronó por segunda vez como Campeón de Europa.
|  | Cuartos de final      | Cuartos de final | Cuartos de final   |               |                       | Semifinales  | Semifinales | Semifinales |  |                    | Final    | Final | Final |  |
|  |                       |                  |                    |               |                       |              |             |             |  |                    |          |       |       |  |
|  |                       |                  |                    |               |                       |              |             |             |  |                    |          |       |       |  |
|  | Bandera de Inglaterra | London Irish     | 20                 |               |                       |              |             |             |  |                    |          |       |       |  |
|  | Bandera de Inglaterra | London Irish     | 20                 |               |                       |              |             |             |  |                    |          |       |       |  |
|  | Bandera de Francia    | Perpignan        | 9                  |               |                       |              |             |             |  |                    |          |       |       |  |
|  | Bandera de Francia    | Perpignan        | 9                  |               | Bandera de Inglaterra | London Irish | 15          |             |  |                    |          |       |       |  |
|  |                       |                  |                    |               | Bandera de Inglaterra | London Irish | 15          |             |  |                    |          |       |       |  |
|  |                       |                  | Bandera de Francia | Toulouse      | 21                    |              |             |             |  |                    |          |       |       |  |
|  | Bandera de Francia    | Toulouse         | Bandera de Francia | Toulouse      | 21                    | 41           |             |             |  |                    |          |       |       |  |
|  | Bandera de Francia    | Toulouse         |                    |               |                       |              |             |             |  |                    |          |       |       |  |
|  | Bandera de Gales      | Cardiff          | 17                 |               |                       |              |             |             |  |                    |          |       |       |  |
|  | Bandera de Gales      | Cardiff          | 17                 |               |                       |              |             |             |  | Bandera de Francia | Toulouse | 13    |       |  |
|  |                       |                  |                    |               |                       |              |             |             |  | Bandera de Francia | Toulouse | 13    |       |  |
|  |                       |                  | Bandera de Irlanda | Munster Rugby | 16                    |              |             |             |  |                    |          |       |       |  |
|  | Bandera de Inglaterra | Gloucester       | Bandera de Irlanda | Munster Rugby | 16                    | 3            |             |             |  |                    |          |       |       |  |
|  | Bandera de Inglaterra | Gloucester       |                    |               |                       |              |             |             |  |                    |          |       |       |  |
|  | Bandera de Irlanda    | Munster          | 16                 |               |                       |              |             |             |  |                    |          |       |       |  |
|  | Bandera de Irlanda    | Munster          | 16                 |               | Bandera de Inglaterra | Saracens     | 16          |             |  |                    |          |       |       |  |
|  |                       |                  |                    |               | Bandera de Inglaterra | Saracens     | 16          |             |  |                    |          |       |       |  |
|  |                       |                  | Bandera de Irlanda | Munster       | 18                    |              |             |             |  |                    |          |       |       |  |
|  | Bandera de Inglaterra | Saracens         | Bandera de Irlanda | Munster       | 18                    | 19           |             |             |  |                    |          |       |       |  |
|  | Bandera de Inglaterra | Saracens         |                    |               |                       |              |             |             |  |                    |          |       |       |  |
|  | Bandera de Gales      | Ospreys          | 10                 |               |                       |              |             |             |  |                    |          |       |       |  |
|  | Bandera de Gales      | Ospreys          | 10                 |               |                       |              |             |             |  |                    |          |       |       |  |
|  |                       |                  |                    |               |                       |              |             |             |  |                    |          |       |       |  |

| Bandera de Irlanda |
| Campeón Munster    |
| Segundo título     |